# 블루플래닛상
블루플래닛 상(Blue Planet Prize)은 지구의 환경 문제를 해결하는데 크게 기여한 과학자 혹은 단체에게 수여하는 상이다. 이 상은 1992년 리우 지구정상회의가 열린 해에 아사히 유리 재단에서 제정했으며, 그 이후로 재단은 매년 두 명의 수상자에게 상을 수여했다. 2012년에 블루 플래닛 상 수상자 20명은 2월 20일 나이로비에서 열린 유엔 환경계획 관리위원회 회의에서 발표된 공동 논문에 협력했다.

## 수상자 목록
| 년도 | 수상자 이름                       |
| 1992 | 마나베 슈쿠로                     |
| 1992 | 국제환경개발연구소 (IIED)         |
| 1993 | 찰스 데이비드 킬링                |
| 1993 | 국제자연보전연맹 (IUCN)           |
| 1994 | 유진 세이볼드                     |
| 1994 | 레스터 R. 브라운                  |
| 1995 | 모리스 스트롱                     |
| 1995 | 버트 볼린                         |
| 1996 | 월리스 브로커                     |
| 1996 | M. S. 스와미나탄 연구재단 (MSSRF) |
| 1997 | 제임스 러브록                     |
| 1997 | 보존국제 (CI)                     |
| 1998 | 미하일 부디코                     |
| 1998 | 데이비드 브라우어                 |
| 1999 | 폴 R. 에를리히                    |
| 1999 | 취거핑                            |
| 2000 | 테오 콜본                         |
| 2000 | 칼 헨리크 로베르트                |
| 2001 | 로버트 메이                       |
| 2001 | 노먼 마이어스                     |
| 2002 | 해럴드 A. 무니                    |
| 2002 | 제임스 구스타브 스페스            |
| 2003 | 진 리컨스                         |
| 2003 | F. 허버트 보르만                  |
| 2003 | 보퀴                              |
| 2004 | 수전 솔로몬                       |
| 2004 | 그로 하렘 브룬틀란                |
| 2005 | 니콜라스 섀클턴                   |
| 2005 | 고든 사토                         |
| 2006 | 미야와키 아키라                   |
| 2006 | 에밀 살림                         |
| 2007 | 조셉 삭스                         |
| 2007 | 아모리 로빈스                     |
| 2008 | 클로드 로리우스                   |
| 2008 | 호세 골덴버그                     |
| 2009 | 우자와 히로후미                   |
| 2009 | 니콜라스 스턴                     |
| 2010 | 제임스 한센                       |
| 2010 | 로버트 왓슨                       |
| 2011 | 제인 루브첸코                     |
| 2011 | 베어풋 칼리지                     |
| 2012 | 윌리엄 E. 리스                    |
| 2012 | 마티스 바커나겔                   |
| 2012 | 토마스 러브조이                   |
| 2013 | 마쓰노 타로                       |
| 2013 | 다니엘 스퍼링                     |
| 2014 | 허먼 데일리                       |
| 2014 | 다니엘 헌트 얀젠                  |
| 2014 | 국립생물다양성연구소 (INBio)      |
| 2015 | 파르타 다스굽타                   |
| 2015 | 제프리 삭스                       |
| 2016 | 파바이 수크데브                   |
| 2016 | 마르쿠스 보르너                   |
| 2017 | 한스 요아힘 셸른후버              |
| 2017 | 그레첸 데일리                     |
| 2018 | 브라이언 워커                     |
| 2018 | 말린 팔켄마크                     |
| 2019 | 에릭 램빈                         |
| 2019 | 재러드 다이아몬드                 |
| 2020 | 데이비드 틸먼                     |
| 2020 | 사이먼 스튜어트                   |
| 2021 | 베르바드란 라마나탄               |
| 2021 | 모한 무나싱헤                     |
| 2022 | 지미 싱게 왕축                    |
| 2022 | 스티븐 R. 카펜터                  |
| 2023 | 리처드 톰슨                       |
| 2023 | 타마라 갤러웨이                   |
| 2023 | 페넬로페 린데케                   |
| 2023 | 데바라티 구하 사피르              |